# Magnus Creutz
Magnus Creutz, född 14 juli 1909 i Kneippbaden, Borgs villastads municipalsamhälle i Östergötlands län, död 2 november 1989 i Stockholm, var en svensk friherre, målare och grafiker.

## Biografi
Magnus Creutz studerade konst för Gösta von Hennigs och Isaac Grünewald vid Kungliga Konsthögskolan i Stockholm åren 1930–1935, samt i Frankrike, Italien, Jugoslavien och Norge. Creutz var lärare på Konstfackskolan 1950–1969. Han var intendent i Sveriges allmänna konstförening, S.A.K., åren 1958–1976.
Magnus Creutz målade landskap, figursaker och hamnmotiv och han verkade även som grafiker. Som illustratör illustrerade han bland annat Johannes Buchholtz Under det gyllene trädet 1947.

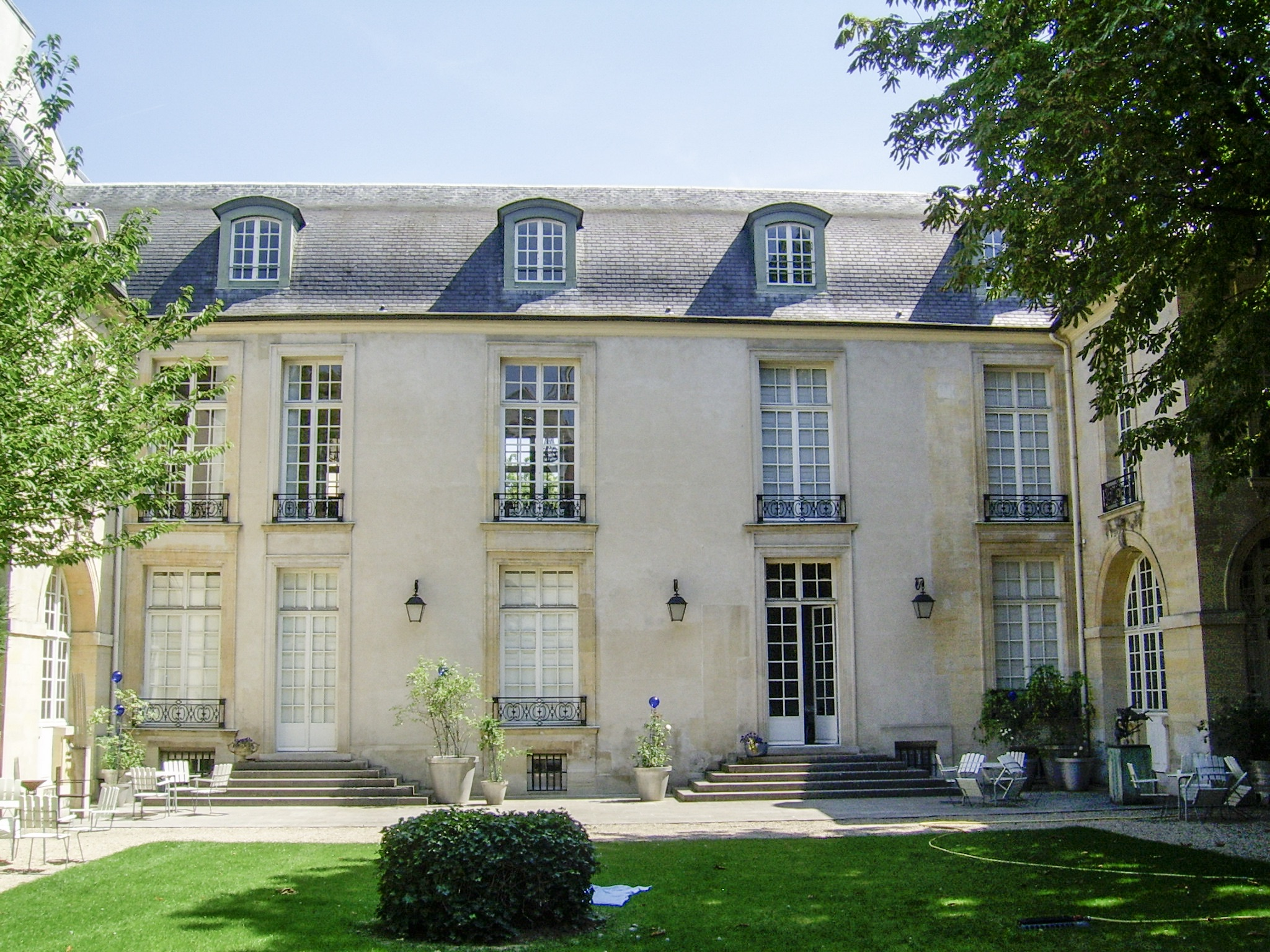
Kulturhuset i Paris Centre Culturel Suédois (CCS). Trädgårdssidan av Hôtel de Marle. Foto sommaren 2011.

Creutz är representerad vid bland annat Ateneum, Nationalmuseum, Moderna museet, Sörmlands museum, Borås museum, Östergötlands museum i Linköping, Jämtlands länsmuseum i Östersund och Norrköpings Konstmuseum, samt Tessininstitutet i Paris.
Tessininstitutets konstsamling förvaltas av Nationalmuseum och den kan beses på Svenska Institutet i Paris. Svenska kulturhuset är en filial till Svenska institutet, inrymt i Hôtel de Marle, vid 11, rue Payenne, i Le Marais i centrala Paris.

## Familj
Magnus Creutz var son till Carl-Gustaf Creutz och Gertrud Matilda Schröder. Fadern var gymnastikföreståndare vid Loka brunn 1903–1907, vid Kneippbaden 1908–1909, vid Medevi brunn 1911–1912, vid Varbergs havsbad 1913–1914 och vid Saltsjöbadens badanstalt från 1915. Praktiserande sjukgymnast i Stockholm. Systern Eva Creutz föddes 4 juni 1913 i Filipstad. 
Han var från 1938 till sin död gift med Vera Elizabeth Olivecrona, född Reuterswärd den 29 augusti 1910 och död 24 maj 1998, dotter till major Thorsten Reuterswärd och hans första hustru Elsa, född Hogner. Makarna Creutz är gravsatta i minneslunden på Norra begravningsplatsen utanför Stockholm.